# تعويضات عصبية
التعويضات العصبية (بالإنجليزية: Neuroprosthetics)‏، هو مجال مرتبط بعلم الأعصاب والهندسة الطبية الحيوية ومعني بتطوير الأعضاء العصبية الاصطناعية. تتناقض التعويضات العصبية في بعض المواضع مع تقنيات واجهة الدماغ والحاسوب التي تربط الدماغ بجهاز حاسوب بدلًا من جهاز يعوِّض الوظيفة البيولوجية المفقودة.
التعويضات العصبية هي سلسلة من الأجهزة التي يمكن أن تحل محل الوظيفة الحركية أو الحسية أو المعرفية التي قد تكون قد تضررت نتيجة لإصابة أو مرض ما. وتعطينا غرسات القوقعة مثالًا على هذه الأجهزة؛ إذ تحل هذه الأجهزة محل الوظائف التي تؤديها طبلة الأذن والركابة بتنبيهها ونقلها التردد الذي يُعالج في القوقعة. يقوم الميكروفون الموجود في وحدة خارجية بجمع الصوت ومعالجته؛ ثم تُنقَل الإشارة المعالجة إلى وحدة مزروعة تحفز العصب السمعي من خلال مجموعة من المساري المكروية. وفي النهاية، تهدف هذه الأجهزة إلى تحسين نوعية الحياة للأشخاص ذوي الإعاقة بحلولها محل العضو التالف أو بتعزيزها من عمله.
تُستخدم هذه الأجهزة المزروعة أيضًا بشكل شائع في التجارب على الحيوانات كأداة لمساعدة علماء الأعصاب في تطوير فهم أكبر للدماغ وأدائه الوظيفي. إذ يمكن دراسة الموضوع من خلال مراقبة إشارات الدماغ الكهربائية التي ترسلها أقطاب كهربائية مزروعة في الدماغ دون أن يؤثر الجهاز على النتائج.
يمكن للبحث الدقيق عن الإشارات الكهربائية في المخ وتسجيلها أن يساعدنا في الحصول على فهم أفضل للعلاقة بين مجموعة معينة من الخلايا العصبية المسؤولة عن وظيفة محددة ما.
صُمِّمَت الغرسات العصبية لتكون أصغر ما يمكن كي تكون غازية بأدنى صورة ممكنة، لا سيما في المناطق المحيطة بالمخ أو العينين أو القوقعة. تتواصل هذه الغرسات عادة مع نظيراتها التعويضية لاسلكيًا. بالإضافة إلى ذلك، تتلقى الغرسات الطاقة حاليًا من خلال النقل اللاسلكي عبر الجلد. تكون الأنسجة المحيطة بالزرع عادةً شديدة الحساسية لارتفاع درجة الحرارة؛ ما يعني أن استهلاك الطاقة يجب أن يكون ضئيلًا لتجنب التلف الذي قد يلحق بالأنسجة نتيجةً لذلك.
تعتبر غرسات قوقعة الأذن من التعويضات العصبية الأكثر انتشارًا بوجود أكثر من 300000 مستخدم حول العالم، وذلك اعتبارًا من عام 2012.

## التاريخ
صُنِعَت أول غرسة قوقعة صناعية معروفة في عام 1957، بينما صُنِعَت أول بدلة حركية للمساعدة في حالة سقوط القدم في الخزل الشقي في عام 1961، أمّا أول غرسة سمعية لجسم الدماغ صُنِعَت في عام 1977، وأول جسر لعصب محيطي زُرِع في الحبل الشوكي لفأر بالغ في عام 1981. سهّلت عملية زرع الجذر الأمامي القطني والتحفيز الكهربائي الوظيفي (FES) التي طُوِّرَت في عام 1988 الوقوف والمشي لمجموعة من المصابين بالشلل النصفي أو السفلي.
كانت الصعوبة الأولية فيما يتعلق بتطور الأقطاب الكهربائية المزروعة في المخ تتمثل في تحديد موقع الأقطاب بشكل موثوق؛ ويتم ذلك أصلًا عن طريق إدخال الأقطاب الكهربائية مع الإبر وكسر الإبر بالعمق المطلوب. تستخدم الأنظمة الحديثة مسابير أكثر تطورًا كتلك المستخدمة في التحفيز العميق للدماغ للتخفيف من أعراض مرض باركنسون. تكمن المشكلة في كلا الطريقتين بأن الدماغ يطفو حرًا في الجمجمة بينما المسبار لا، وبالتالي ستشكل التأثيرات البسيطة نسبيًا -كحادث سيارة منخفض السرعة- ضررًا محتملًا. اقترح بعض الباحثين -مثل كينسال وايز من جامعة ميشيغان- ربط الأقطاب كهربائية الموجودة على السطح الخارجي للمخ بالسطح الداخلي للجمجمة. ومع ذلك، حتى لو نجحت هذه الطريقة، لن يحل الربط المشكلة في الأجهزة المراد زرعها في عمق الدماغ -كما في حالة التحفيز العميق للدماغ.

### تعويضات لتخفيف الآلام
يحتوي جهاز محفز النخاع الشوكي مكونين رئيسيين، هما: القطب والمولد. الهدف التقني من المحفز النخاع الشوكي لألم الاعتلال العصبي هو تغطية منطقة ألم المريض عبر تحفيزها الإحساس بالوخز الذي يُعرَف باسم «المذل»، ويعتبر هذا التداخل ضروريًا (ولكنه ليس كافيًا) لتحقيق الهدف الأساسي  بتخفيف الألم. تعتمد التغطية التي يوفرها الإحساس بالوخز (التنميل) على الأعصاب المنبَّهة. ولعل أسهل الاختيارات تقع على الفتيل الإنسي للنخاع الشوكي بالقرب من سطح الأم الحنون، وذلك سينتج مذلًا عريضًا يغطي قطاعاتٍ ذيلية.
استُخدِمت الأسماك المولدة للكهرباء في العصور القديمة لتهدئة الألم. وبناءً على ذلك، طور المعالجون تقنيات محددة ومفصلة لاستغلال الصفات النافعة التي توفرها الأسماك لعلاج أنواع مختلفة من الألم، بما في ذلك الصداع. وبسبب الإحراج الذي يحمله استخدام مولد صدمة حي، كان لا بد من تطوير مستوى معقول من المهارة لتقديم العلاج لفترة مناسبة من الوقت. كان تسكين الألم الكهربائي أول تطبيق متعمد للكهرباء. وبحلول القرن التاسع عشر، كان معظم الأطباء الغربيين يقدمون لمرضاهم العلاج الكهربائي بواسطة مولد محمول، ولكن في منتصف الستينيات، اجتمعت ثلاثة أشياء لتصنع طريق التحفيز الكهربائي:
- أصبحت تقنية الناظمة القلبية الاصطناعية -التي بدأ تطويرها في عام 1950- متاحة.
- نشر ميلزاك وول نظرية التحكم في بوابة الألم الخاصة بهما، والتي اقترحت أن انتقال الألم يمكن أن يُثبَّط عن طريق تحفيز الألياف الضخمة الكبيرة.[7]
- أصبح الأطباء الرائدون مهتمين بتحفيز الجهاز العصبي لتخفيف الألم عن المرضى.

تشمل خيارات تصميم الأقطاب الكهربائية حجمها وشكلها وترتيبها وعددها وتخصيص الاتصالات وكيفية زرع الأقطاب. تضم خيارات تصميم مولد النبض على مصدر الطاقة والعضو المستهدف المُستَبدل ومصدر التيار أو الجهد ومعدل النبض وعرض النبضة وعدد القنوات المستقلة. تكون خيارات البرمجة عديدة للغاية (يوفر القطب ذو الاتصال الأربعة 50 مجموعة وظيفية ثنائية القطب). تستخدم الأجهزة الحالية معدات محوسبة للحصول على خيارات استخدام مثلى. يعوض خيار إعادة البرمجة عن التغيرات الموضعية وهجرة القطب والتغير في موضع الألم والوضع الأمثل للقطب.

## التعويضات الحركية
تشمل الأجهزة التي تدعم وظيفة الجهاز العصبي الذاتي الغرسات التي تتحكم في المثانة. بينما في الجهاز العصبي الجسدي، تتضمن المحاولات المنجزة في هذا الحقل المساعدة في التحكم الواعي في الحركة عبر التحفيز الكهربائي الوظيفي ومنبه الجذر الأمامي القطني.

### غرسات السيطرة المثانة
عندما تؤدي آفة في الحبل الشوكي إلى الشلل النصفي، فإن المرضى سيجدون صعوبةً في إفراغ المثانة؛ الأمر الذي سيسبب الإنتان في النهاية بسبب الركودة. طور بريندي بدءًا من عام 1969 منبه الجذر الأمامي العجزي، وتمكّن من الحصول على تجارب بشرية ناجحة من أوائل الثمانينات وما بعدها. بهذه الطريقة، يُزرع الجهاز فوق العقد الجذرية الأمامية العجزية للحبل الشوكي، وبسيطرة جهاز إرسال خارجي، سيتوفر تنبيه متقطع يحسن من إفراغ المثانة. تساعد هذه الطريقة في التغوط أيضًا، وتُمكّن المرضى الذكور من الانتصاب الكامل.
يوجد إجراء مرتبط بهذا الشأن أيضًا، وهو تنبيه الأعصاب العجزية للسيطرة على السلس البولي (عدم الاستمساك البولي) لدى المرضى غير العاجزين.